# Lord Saltoun

Wappen der Lords Saltoun seit 1669

Lord Saltoun, of Abernethy,  ist ein erblicher britischer Adelstitel in der Peerage of Scotland, der nunmehr vom Oberhaupt eines Zweiges der Familie Fraser, den Frasers of Philorth, geführt wird.
Der Titel wurde am 28. Juni 1445 für Sir Lawrence Abernethy geschaffen. Wie viele ältere Titel der Peerage of Scotland unterliegt er der semi-salischen Erbfolge. Falls ein Titelinhaber keine Söhne hat, geht er daher auf die älteste Tochter über.
Seit 1669 ist der jeweilige Inhaber des Titels gleichzeitig Oberhaupt des in den Lowlands beheimateten Teils des Clan Fraser. Der in den Highlands lebende Teil des Clans wird vom jeweiligen Lord Lovat geführt.
Die jetzige Lady Saltoun und ihre beiden Titelerben erhielten 1973 von Lord Lyon King of Arms die Befugnis, anstelle ihres bisherigen Familiennamens den Nachnamen Fraser zu führen, um damit die Funktion als Oberhaupt bzw. zukünftiges Oberhaupt des Clans zu dokumentieren.
Erst vor kurzem ist amtlich festgestellt worden, dass Margareth Abernaethy ihren Bruder, den 9. Lord Saltoun, um etwa sechs Wochen überlebte und daher in dieser Zeit Inhaberin des Titels war. Hierdurch verschoben sich die Ordnungszahlen der nachfolgenden Inhaber des Titels. In älteren Darstellungen findet dies noch keine Berücksichtigung.
Ursprünglicher Familiensitz der Lords war Saltoun Hall bei Pencaitland in East Lothian. Heutiger Familiensitz ist Inverey House bei Braemar in Aberdeenshire.

## Liste der Lords Saltoun (1445)
- Lawrence Abernethy, 1. Lord Saltoun (1400–1460)
- William Abernethy, 2. Lord Saltoun († 1488)
- James Abernethy, 3. Lord Saltoun († 1505)
- Alexander Abernethy, 4. Lord Saltoun († 1527)
- William Abernethy, 5. Lord Saltoun († 1543)
- Alexander Abernethy, 6. Lord Saltoun († 1587)
- George Abernethy, 7. Lord Saltoun (1555–1590)
- John Abernethy, 8. Lord Saltoun (1578–1612)
- Alexander Abernethy, 9. Lord Saltoun (1611–1668)
- Margaret Abernethy, 10. Lady Saltoun (1609–1669)
- Alexander Fraser, 11. Lord Saltoun (1604–1693)
- William Fraser, 12. Lord Saltoun (1654–1715)
- Alexander Fraser, 13. Lord Saltoun (1684–1748)
- Alexander Fraser, 14. Lord Saltoun (1710–1751)
- George Fraser, 15. Lord Saltoun (1720–1781)
- Alexander Fraser, 16. Lord Saltoun (1758–1793)
- Alexander George Fraser, 17. Lord Saltoun (1785–1853)
- Alexander Fraser, 18. Lord Saltoun (1820–1886)
- Alexander William Frederick Fraser, 19. Lord Saltoun (1851–1933)
- Alexander Arthur Fraser, 20. Lord Saltoun (1886–1979)
- Flora Marjory Fraser, 21. Lady Saltoun (1930–2024)
- Katharine Ingrid Mary Isabel Fraser, 22. Lady Saltoun (* 1957)

Titelerbe (Heir apparent) ist deren Sohn Alexander William Malise Fraser, Master of Saltoun (* 1990).